# Shantae Advance: Risky Revolution
Shantae Advance: Risky Revolution es un videojuego de plataformas en desarrollo, desarrollado por WayForward y distribuido por Limited Run Games para la Game Boy Advance, Nintendo Switch, PlayStation 4 y 5, Xbox One, Xbox Series X|S y PC, la trama del juego se centra entre la primera y segunda entrega de la saga.
El juego originalmente se llevaba desarrollando desde 2002 para ser una segunda entrega de la saga, pero en 2004 se cancelaría y detendría el proyecto debido a las bajas ventas del primer juego.

## Argumento
Risky Boots construye un dispositivo en una cueva subterránea llamada "Tremor Engine" (Máquina sísmica) la cual sirve para rotar o mover la superficie terrestre, y sirve para mover pueblos o territorios sin salida al mar hacia la costa para que su tripulación los asalte. Shantae debe tomar el control de la máquina para hacer todos los planes de Risky en contra y así derrotarla. En el juego también es la primera vez de la interacción con Sky, Bolo y Rottytops.

## Modo de juego
En el juego, la medio-genio Shantae tiene que atravesar el continente para derrotar a la pirata Risky Boots, el ataque de Shantae es usar su cabello como látigo, además de aprender bailes especiales para transformarse en distintos animales. Además de transformarse en mono, elefante, araña y arpía, también se puede transformar en sirena y cangrejo.
En el juego se puede mover primer plano y de fondo usando puertas específicas, así como la acción de nadar. Usando un dispositivo subterráneo (Tremor Engine) se puede rotar el mundo y alterar el ambiente exterior para acceder a diferentes áreas, se puede volar sobre el lomo de Wrench, ave de Sky. También hay un multijugador de batalla para 4 personas distintas.

## Desarrollo

### Demostración
El juego comenzó a desarrollarse en 2002 un poco antes del lanzamiento de la primera entrega, fue desarrollada una demostración de primera vista para mostrar a posibles editores interesados. Aunque debido a las bajas ventas del primer juego nunca logró buscar un interesado en el juego, el proyecto se detendría en 2004 para no comprometer el alcance del juego, no habría otro juego de la saga hasta 2010, con Shantae: Risky's Revenge. Aunque el juego nunca se lanzó oficialmente, WayForward presentó una reproducción de cómo sería el juego planeado en un directo el 3 de octubre de 2013, cómo parte de la promoción de las donaciones para Shantae: Half-Genie Hero (lanzado en 2016).
Varios elementos e historia planeada del juego fueron añadidas a posteriores juegos de la saga, el movimiento en lugares de fondo, natación y la transformación de sirena fueron añadidas en Risky's Revenge, mientras el resto de transformaciones y montar y volar en Wrench fueron añadidos en Half-Genie Hero.

### Retome del proyecto
El 12 de julio de 2023, WayForward anunció el retome y activación del proyecto, basándose en la demo original para completar el juego, será realizado en un cartucho para la Game Boy Advance por parte de Limited Run Games. La música será compuesta por Maddie Lim, quién anteriormente hizo la banda sonora de Seven Sirens en 2019. Durante el directo del Indie World de Nintendo se anunció también un port para la Nintendo Switch en 2024, así cómo otros ports para las PlayStation 4 y 5 y Windows. En abril de 2024, se anunció que los puertos de la generación actual se habían retrasado hasta 2025. En junio de 2024, se anunció que la versión de Game Boy Advance también se había retrasado, y se esperaba que se lancé en enero de 2025.